# Marxistische esthetica
Marxistische esthetica is een theorie van de esthetica gebaseerd op, of afgeleid van de theorieën van Karl Marx. 
Esthetica kent vele varianten, en wordt onder meer beïnvloed door filosofische theorieën over kennis, taal, betekenis en perceptie. Bij marxistische esthetica gaat het om een dialectische benadering bij de toepassing van het marxisme op de culturele sfeer, in het bijzonder op gebieden zoals kunst, schoonheid, enz. Marxisten zijn van mening dat de economische en sociale omstandigheden elk aspect van het leven van een individu beïnvloeden, van religieuze overtuigingen en rechtssystemen tot culturele kaders. De rol van kunst is niet alleen om zulke omstandigheden naar waarheid uit te beelden, maar ook te trachten ze te verbeteren.
Enkele bekende marxistische filosofen van de esthetica zijn onder meer Theodor W. Adorno, Bertolt Brecht, Herbert Marcuse, Walter Benjamin, Antonio Gramsci, Georg Lukács, Terry Eagleton, Fredric Jameson en Raymond Williams.